# Bangalore

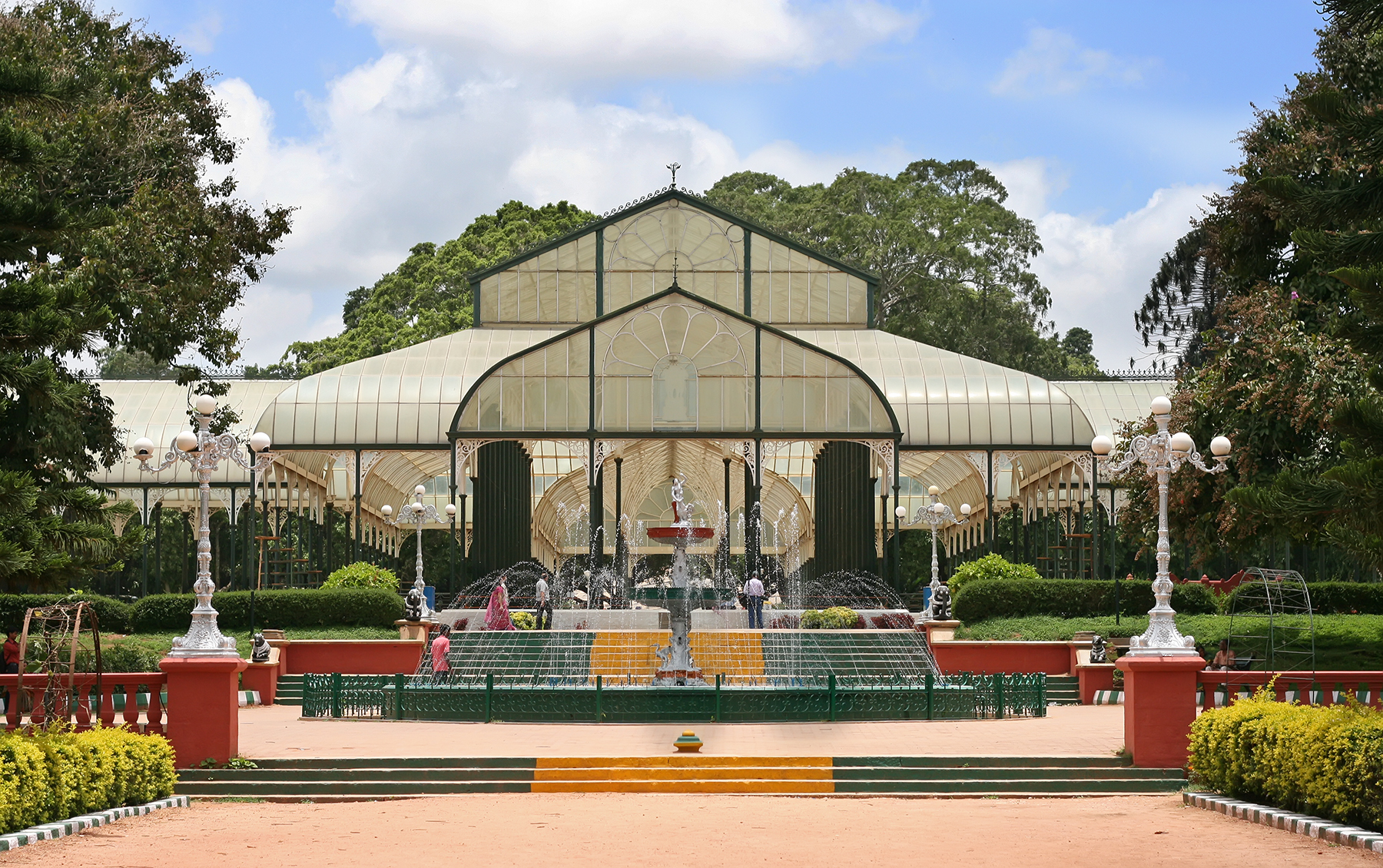
Stadens botaniska trädgård

Bangalore, officiellt Bengaluru (kannada: ಬೆಂಗಳೂರು, Bengalūru), är huvudstad i den indiska delstaten Karnataka och är belägen i distriktet Bangalore Urban, och är dessutom administrativ huvudort för distriktet Bangalore Rural. Storstadsområdet (som omfattar själva staden samt några mindre förorter) beräknades ha cirka 11,4 miljoner invånare 2018, vilket gör det till landets fjärde folkrikaste. Bangalore kallas ofta "trädgårdsstaden" för sina många parker.
Den nuvarande staden grundades av Kempe Gowda 1537. Under brittisk tid var Bangalore huvudstad för Mysorestaten. På senare år har Bangalore blivit ett centrum för den indiska IT-industrin, som till stor del är koncentrerad till företagsparken Electronics City 25 kilometer sydost om stadskärnan.

## Utbildning

### Universitet och högskolor
- Bangalore university
- National College
- University of Agricultural Science, förkortat UAS
- R.V. College of Engieneering

## Etymologi
Namnet kommer troligen av bengaval-uru, ”vakternas stad”, och omnämns första gången 890. En populär anekdot, som torde vara folketymologisk, gör gällande att namnet i stället skulle komma av benda kaal-uru, ”staden med de kokta bönorna”, eftersom kung Veera Ballala II av Hoysala (regerade 1173–1220) skulle ha serverats detta på platsen. Stadens namn ändrades officiellt från Bangalore till Bengaluru den 1 november 2014 (förslaget om namnändring kom dock redan 2005).

## Kända personer som bott i Bangalore
- Lindsay Anderson
- C.V. Raman
- Svetoslov Roerich